# Władysławowo
Pour les articles homonymes, voir Władysławowo (homonymie).
Władysławowo, Wiôlgô Wies en cachoube, Großendorf en allemand, est une ville sur la côte sud de la Baltique en Poméranie.
Ce port est une destination de vacances pour les Polonais.